# Sellocharis paradoxa
Genre
Espèce
Sellocharis paradoxa est une espèce de plantes à fleurs dicotylédones de la famille des Fabaceae, sous-famille des Faboideae, originaire d'Afrique équatoriale. C'est l'unique espèce acceptée du genre Sellocharis (genre monotypique).